# Фестиваль Конрада

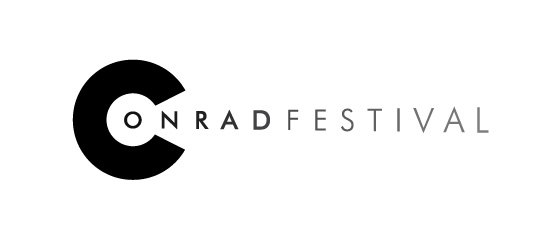
Логотип Міжнародного фестивалю літератури Джозефа Конрада

Фестиваль Конрада — щорічний літературний фестиваль, який проводиться у Кракові з 2009 року. Він організований Фондом Тигодника Повєчни та Краківським фестивальним бюро і підтримується муніципальним урядом Кракова та Міністерством культури та національної спадщини Польщі. Це найбільший літературний фестиваль у Центральній Європі.

## Програмна рада
Художній керівник фестивалю — професор Міхал Павел Марковський, літературознавець, публіцист і професор Ягеллонського університету та Іллінойського університету в Чикаго. Програмним керівником є Гжегож Янкович із Tygodnik Powszechny.

## Концепція фестивалю
Концепція фестивалю Конрад ґрунтується на двох принципах. Кожен день присвячений окремим явищам, пов'язаним з літературою. Кульмінацією дня є зустріч із іноземним письменником.
На фестивалі приймають художників з усього світу, представників різних культур, які створюють не лише літературу, а й кіно, театр, музику та образотворче мистецтво. Щороку він супроводжує краківський книжковий ярмарок. На відміну від інших польських подій, що стосуються переважно польської літератури, фестиваль Конрада задуманий як фестиваль на міжнародному рівні. Серед його численних знаменитих гостей були: лауреати Нобелівської премії з літератури Герта Мюллер та Орхан Памук, Марджане Сатрапі, Амос Оз, Рабіх Аламеддін, Клод Ланцман, Юрій Андрухович, Девід Гросман, Пол Остер, Ласло Краснахоркай, Альберто Мангуель, Борис Акунін, Ален Мабанку, Дубравка Угрешич Магдалена Туллі, Анджей Стасюк, Єжи Пілч, та Ольга Токарчук .

## Премія Конрада
Починаючи з сьомого видання фестивалю Конрад у 2015 році, вручається премія Конрада (грошова вартість якої становить 30000 злотих). Ця премія за дебютні книги, видані попереднім роком у Польщі. Місто Краків є головним спонсором цієї премії у партнерстві з Інститутом книги, Фондом Тигодника Повєчни та Офісом фестивалю в Кракові. Номінації на цю премію висувають читачі та видавництва.